# Литфиба
Литфѝба (на италиански: Litfiba) е италианска музикална група, създадена в град Флоренция през есента на 1980 г.
Групата е основана от Федерико „Гиго“ Рендзули (китара) и Джани Мароколо (бас китара), към които се присъединяват още трима младежи, като тях любители на пънк рока, на рока от 1970-те год. и на ню уейв. Звукът от първия период през 1980-те год. е лична интерпретация на ню уейв, когато групата създава истински „средиземноморски уейв рок“, способен да съчетае етническия чар на средиземноморските звуци с грапавостта на англофонската дарк атмосфера.
През 1990-те год. Литфиба първоначално се изявяват с латино рок звучене, а след това се насочват към поп рока, радвайки се на широк комерсиален успех.
През 1999 г. вокалистът Пиеро Пелу напуска групата, за да развие успешна солова кариера. Групата продължава с рок звучене, временно изоставено в албума Infinito, като набира двама нови певци: Джанлуиджи Кавало (1999 – 2006) и Филипо Маргери (2007 – 2009). На 11 декември 2009 г. е обявено повторното събиране между Гиго Рендзули и Пиеро Пелу.

## Произход на името
Името на групата идва от хипотетичния телекс адрес на залата за репетиции, използвана от Литфиба от самото им основаване, намираща се във Флоренция на ул. де' Барди номер 32: „LIT“ (L'Italia), „FI“ (Firenze), „BA“ (via de 'Bardi).

## История

### 1980 – 1989 г.: Петчленен състав

#### Начало
Оригиналното ядро на групата, която е все още без име по онова време, се състои от пет човека: 'Гиго' Рендзули (бивш член на група „Кафе Каракас“, в която на бас китара свири Раф) – китара и вокали, Сандро Дота – китара, Джани Мароколо – бас китара, Антонио Аяци – клавишни, Франческо Каламай – барабани, като последните идват от група „Дестройърс“. Скоро след това Дота напуска групата, която ангажира като вокалист Пиеро Пелу (вокал в основаната от него гимназиална група „Мунионс“).
Литфиба са силно повлияни от пънк рока, от даркуейв-а и от зараждащия се ню уейв – доста модерни жанрове по онова време на европейската музикална сцена, чиято малка италианска столица е Флоренция благодарение на групи като Диафрама и Неон. Дебютът на живо е на 6 декември 1980 г. с концерт в Рокотека Брайтън – сграда към Народния дом в Сетиняно (подселище на Флоренция).
През 1982 г. групата записва Litfiba – първия си миниалбум, съдържащ пет парчета и същата година печели второто издание на Италианския рок фестивал, чиято награда включва публикуването на 45 оборота. Междувременно Каламай напуска и на негово място идва Ренцо Франки (бивш барабанист на група „Кафе Каракас“, от която са Гиго Рендзули и Раф).
През 1983 г. излиза първият им сингъл „Луна / Плячката“ (Luna / La preda). Същата година участват в компилацията Body Section с песента Transea и публикуват „Еней от Криптон“ (Eneide di Krypton) - саундтрак на едноименното шоу на театралната компания Криптон.
През 1983 г. барабанист на Литфиба става Ринго де Палма (бивш член на „Мунионс“ като Пелу).
През 1984 г. излиза миниалбумът им Yassassin, който съдържа, освен заглавната песен (кавър на песента на Дейвид Боуи) в две различни версии, и баладата „Електрически танц“ (Elettrica danza). Литфиба освен това участват в компилацията Catalogue Issue с две оригинални свои песни: „Източен склон“ (Versante est) и „Арабска вълна“ (Onda araba). От тази компилация, продуцирана от Алберто Пирели и първа публикация на независимия лейбъл IRA Records, се ражда лозунгът „Новата италианска музика, изпята на италиански“, с който се идентифицира вид музикално движение, към което принадлежат групи, вдъхновени от ню уейв и които се ангажират с това да съчетаят италианския език с новите тенденции, идващи от Великобритания. Същата година излиза и Live in Berlin: бутлег на аудиокасета, с позволение от групата, която в този първи период започва да става известна в Италия и чужбина.

#### Трилогия на силата
Също за IRA Литфиба издават първия си албум (на LP) „Политически затворник“ (Desaparecido), който ги представя пред широката публика. Звученето на записа съчетава влияния на ню уейв с вкус към типично средиземноморската мелодия, а основните теми на текстовете са антимилитаризмът и отхвърлянето на насилието.
Понеже от началото на създаването си до 1989 г. написването на песните на групата е в резултат на колективен труд, но единственият, който иска да се запише в Италианското дружество на авторите и издателите (SIAE), е Гиго Рендзули, той приема псевдонима 'Литфиба' пред SIAE. Това е трик, за да може групата да взима всичките ѝ дължими хонорари, като се избегне това Рендзули да бъде смятан за единствения автор, както става с предишните записи.
Desaparecido е последван през 1985 г. от миниалбума Amsterdam в сътрудничество с група Диафрама.
През 1986 г. излиза още един миниалбум – Transea. В края на годината е публикуван вторият албум, който е и най-амбициозният: „17 царя“ (17 re), записан за три месеца и считан от мнозина за шедьовър на Литфиба. Той варира от дарк до рок до пънк, всичко това подправено с визионерски текстове и фолк препратки.
От следващото турне е албумът „12.5.1987 (отворете очите си)“ (12-5-87 (aprite i vostri occhi)) - първият концертен албум, който е записан в Тенакс във Флоренция.
През 1988 г. излиза албумът „Литфиба 3“ (Litfiba 3), който е последната глава от „Трилогия на силата“ (Trilogia del potere) - идейна „концепция“, вдъхновена от отхвърлянето на всякаква форма на тоталитаризъм, включваща също Desaparecido и 17 re. По-малко мечтателна от предишните, но също толкова внушителна, това е последната творба, в която преобладава влиянието на дарк и ню уейв, продължаващи обаче плахо да се появяват в звученето на групата. „Литфиба 3“ е първият италиански албум, записан изцяло в цифров вид.
Отказвайки се от класическите форми на промоция като телевизия, Литфиба успяват да достигнат ниво на популярност, немислимо за италианска рок група: те печелят договор с голяма звукозаписна компания като CGD, която е дъщерно дружество на Уорнър. Тя закупува издадените от IRA записи в каталога си и позволява на Литфиба да издадат втория си концертен албум „Пират“ (Pirata), който включва някои препратки към студийните им песни. Издаден през 1989 г., албумът се превръща в златна плоча и окончателно освещава групата пред широката публика, а също така отбелязва окончателния ѝ преход от ню уейв към рок.
В същия период артистичните различия между членовете на групата и вземането на решения между мениджъра Алберто Пирели и Джани Мароколо водят до това последният да напусне групата, последван от Антонио Аяци. Малко след това Де Палма също е принуден да напусне поради пристрастеността си към наркотиците. Барабанистът умира от свръхдоза хероин на 1 юни 1990 г.

### 1990 – 1999 г.: Творческа комбинация Пелу-Рендзули
След първото си разделяне групата официално се превръща в дует. Гиго и Пиеро остават единствените собственици на името „Литфиба“, а Антонио Аяци остава външен сътрудник. Към групата се присъединяват Роберто Терцани на бас китара, Даниеле Трамбусти на барабани и Кандело Кабеца на ударни инструменти. От последвалото турне – Pirata '90 групата извлича видеокасетата на живо Pirata Tour '90. Литфиба участват и в компилацията Union с песента „Времето на смъртта“ (Il tempo di morte) – кавър версия на песента на Лучо Батисти.

#### Тетралогия на елементите
След това Пелу и Рендзули започват работа по новия албум „Дяволът“ (El diablo), издаден през декември 1990 г. Той е първият от проекта „Тетралогия на елементите“ (Tetralogia delgi elementi), като в случая възхвалява елемента на огъня и отбелязва стилистичната еволюция на групата, която отчетливо следва музикалния път на рока. С този запис Литфиба постигат по-голямото одобрение от страна не само на италианската, но и на чуждестранната публика, като се радват на голям успех. Заглавната песен все още е един от рок химните par excellence – „Полетът“ (Il volo) е посветена на трагичната смърт на барабаниста Ринго де Палма, а „Забранено“ (Proibito) става химн на антипройбиционизма. От последвалото турне е взета и видеокасетата El diablo Tour, която през 2002 г. е преиздадена на DVD.
Доказателство за новия курс е антологията „Бунтарска мечта“ (Sogno ribelle), излязла през 1992 г., като няколко песни от предходния период са преработени в много по-рок стил. Тя включва и две парчета на живо, взети от турнето El diablo и неиздадената „Линия на сянката“ (Linea d'ombra). „Бунтарска мечта“ е и заглавието и на версията на албума на VHS (преиздадена на DVD през 2002 г.). Това е колекция от видеоклипове на групата, с дълго непубликувано интервю, което документира историята и новия ѝ стил.
През 1993 г. с Франко Кафорио на барабани на мястото на Трамбусти излиза най-рок и „хард“ албумът на групата: „Земтетресение“ (Terremoto). Посветен на земната стихия, албумът е концентрат от масивен рок, понякога на ръба на метала, и включва текстове, които се занимават с темата за мафията, телевизионната индоктринация, извратеното очарование на парите, политическите и социалните промени, случващи се в Италия (Операция „Чисти ръце“) и антимилитаризма. Поджиполини не участва в последвалото турне и след известно време започва сътрудничество с Лигабуе. През същата година Литфиба се появяват в компилацията Firenze dreams! с неиздадена песен от 1981 г., озаглавена Anniversary.
След като минава от CGD към И Ем Ай (с различни правни проблеми, водещи до пускането на множество неупълномощени сборни албуми), през 1994 г. Литфиба публикуват албума „Последно издихание“ (Colpo di coda) – свидетелства на живо за Terremoto tour. Дискът е двоен албум с две неиздадени песни – „Със стиснати зъби“ (A denti stretti) и Africa (песен на живо), който в първото си издание включва и фотокнига, създадена от фотографа Алекс Маджоли, наречена „Деветдесетидеветснимки“ (Novantanovefoto).
През същата година с Даниеле Бани на бас на мястото на Терцани (който продължава да свири втора китара), групата дава живот на третия албум от „Тетралогия на елементите“, посветен на въздуха: „Дух“ (Spirito). Продуциран от Литфиба в сътрудничество с Рик Парашар, албумът поема по по-различен път от скорошните им творби, с по-слънчеви, изпълнени с фантазия и позитивност песни.
През 1995 г. излиза „Лачо дром (Лек път)“ (Lacio drom (Buon viagigo)) – албум, съдържащ сингъла Spirito в ремиксирана радио версия и различни песни на живо. Към диска е прикрепена и VHS (през 2011 г. преиздадена на DVD в сборния албум Litfiba Rare & Live) с няколко задкулисни кадри от Spirito Tour. Попадение е интервюто на Пелу с Преподобния майстор на Масонската ложа P2 Личо Джели – едно от най-противоречивите лица в италианската история, когото певецът нагло притиска във вилата си в Арецо.
Липсващият елемент – водата е тематичният и звуков център на албума „Потънали светове“ (Mondi sommersi) от 1997 г. Той е поредният триумф на Литфиба (продадени са над 500 хил. копия за кратко време), който вижда окончателното напускане на Аяци, докато Терцани свири на клавишни и е втори китарист. Най-голямото турне в историята на групата дава живот на два концертни албума, публикувани през 1998 г.: „Кръст и наслада“ (Croce e Delizia) – двоен концертен албум в памет на перкусиониста Кандело Кабезас, починал преждевременно, и едноименната VHS, приходите от която отиват за хората, засегнати от земетресението в Умбрия и Марке.

#### Раздяла
Следващата глава е албумът „Безкрайност“ (Infinito), посветен на нов елемент – времето. Той има 1 млн. продадени копия и се оказва най-успешният запис в историята на Литфиба. Албумът успява да привлече нова публика, като същевременно води и до силните критики на старите фенове заради много по-лекия си звук и ориентацията към по-комерсиален поп рок.
През 1998 г. изтича договорът за мениджмънт с IRA и Пелу настоява да създадат личен заедно с лейбъл за управление на музикалните издания и бъдещите творби на групата. Рендзули обаче не приема и избира да продължи да работи с Алберто Пирели. Между двамата музиканти се създава голямо напрежение и по време на записа на новия албум разривът става все по-забележим, както на творческо, така и на лично равнище. Дискът обаче е завършен и излиза през януари 1999 г., като се изстрелва на върха на италианските класации.
На 25 март 1999 г. Рендзули и Пелу се срещат с адвокатите си и законово разрешават отделянето и ликвидирането на дружеството Литфиба СД, на което са съдружници. В споразуменията за законна раздяла, наред с други клаузи, Рендзули запазва името на групата, което е негов псевдоним пред SIAE от 1983 г., а Пелу взима логото: сърце с рога, чийто създател е.
През април започва едномесечното турне в спортните палати, което е разпродадено за всяка дата и през време на което започват да се носят първите слухове за евентуално разпускане. В края на концертите Пиеро Пелу формализира напускането си и началото на соловата си кариера: последният концерт на певеца с Литфиба е на Монца рок фестивал 1999 – събитие, организирано на 10 юли 1999 г. на пистата в Монца, отложено обаче за следващия ден поради буря. Останалите членове от последните няколко години също напускат: Бани, Терцани и Кафорио следват Пелу в новото му приключение. Пелу развива успешна соло кариера.

### 2000 – 2009 г.: Двама нови певци

#### Период Кабо
Гиго Рендзули решава незабавно да започне с напълно обновена и подмладена група: новият певец е Джанлуиджи Кавало, известен като „Кабо“, непознат за широката публика, който свири на китара заедно с Гиго; бас китарист и барабанист стават съответно Джанлуиджи Вениер и Уго Нативи от групата Малфънк.
В началото на 2000 г. Литфиба пускат албума Elettromacumba, продаден в над 150 хил. копия. Звукът му определено е по-рокаджийски от предишния. Принуден да се изправи срещу публика, дезориентирана да види група, лишена от харизматичния ѝ фронтмен в продължение на почти 20 г. – Пиеро Пелу, Литфиба се впускат в Elettrotour с Мауро Сабионе (бивш сътрудник на групата в албума El diablo) на клавишни. В периода след турнето се заражда иновативната идея за Live on Line: 15 песни, взети от турнето, се пускат в мрежата чрез портала Lycos, така че всеки може да ги изтегли и слуша свободно, създавайки сам истински пълен компактдиск с обложка.
Въпреки трудностите Литфиба се заемат с работата по новия си албум с още една промяна на състава си: на мястото на Уго Нативи идва Джанмарко Колци – бивш член на група „Рок Галилео“. Новият им албум „Клопка“ (Insidia) излиза през октомври 2001 г. и продава около 50 хил. копия. Този запис включва по-тъмни тонове, текстове със силна символична конотация, обилно използване на електроника, със Сабионе на клавишни, агресивни китари и композиционното сътрудничество с Джанлука Вениер. Албумът е най-популярният от периода след раздялата, въпреки че продажбите не повтарят успехите от близкото минало.
Групата прекарва следващата година в турне (първата част на Never Ending Tour), в края на което с нея се свързват за създаването на саундтрака за Италия на видеоиграта „Томб Рейдър: Ангелът на смъртта“. Така се ражда сингълът Larasong. По повод реализацията на песента Антонио Аяци – дългогодишен член на групата, свирещ на клавишни, се събира отново с нея и остава в състава ѝ през двете години на последвалите концерти Lara Tour (2003) и 04 Tour (съответно 2-ра и 3-та част на Never Ending Tour, чиято последна дата е избрана за заснемането на DVD „100 дена към изток...“C (ento giorni verso est...), направено от фен клуба на групата.
През 2003 г. излиза The Platinum Collection – тройно CD с най-големите хитове на Литфиба от периода 1994 – 2001 г., когато групата е под И Ем Ай. В сборния албум влизат и 7 неиздавани песни на живо, взети от Lara Tour.
През 2005 г. групата публикува албума „Да бъдеш или да изглеждаш“ (Essere o sembrare) под независимия лейбъл Едел Мюзик, който е по-малко вдъхновен от предишния, може би поради новия творчески конфликт, пред който предстои да се изправи тя. Същата година, по случай 25-годишнината от създаването на Литфиба, Сони Мюзик издава 99 Live, продуциран от бившия фронтмен Пиеро Пелу, който съдържа концерт от турнето на албума „Безкрайност“.
През ноември 2006 г. Гиго решава да разпусне Литфиба. Кабо обявява излизането си от нея с имейл, изпратен до феновете, и следва период на пауза, в който основателят Гиго се опитва да събере отново парчетата за едно ново начало.

#### Фаза Маргери
През 2007 г. стартира нов проект: първата новост в него е завръщането на мултиинструменталиста Роберто Терцани на бас китара на мястото на Вениер. Година по-късно връщането към дейността на формацията е официално, и в нея освен басиста и Рендзули се появява солистът Филипо Маргери – млад певец от ъндърграунд флорентинска група Миир. Съставът е допълнен от барабаниста Пино Фиданца – бивш член на Скарамуш.
Литфиба избират Интернет, за да се появят отново и през 2008 г. публикува видеоклипа на оригиналната песен „Странични ефекти“ (Effetti collaterali), а през 2009 г. излиза Five on Line – самопродуциран миниалбум в цифров формат от 5 парчета, записани на живо в залата за репетиции: три непубликувани (Sepolto vivo, Effetti collaterali 1.1 e Terra di nessuno) и два от репертоара (Animale di zona e Luce che trema). Впоследствие се пускат още две песни в стрийминг: „Яростта в ума“ (La rabbia in testa) и „Погребан жив 2.0“ (Sepolto vivo 2.0).
Организирани са два концерта в градовете Аоста и Модена. Турне обаче не започва и безразличието, с което групата се сблъсква, е много по-силно от очакваното. По време на създаването на новия албум с Гиго се свързват Руди Дзерби от Сони, Friends & Partners, както и Пиеро Пелу, за да видят дали е възможно да се сформира отново групата от 1990-те г. След преговори Гиго решава да приеме.

### 2009 – 2021 г.: Повторно сформиране
На 11 декември 2009 г. на уебсайта на групата е обявено обединението на Гиго и Пелу в Литфиба, като последният е отново неин солист след 10-годишна пауза. Съставът е завършен от завърналия се басист Даниеле Бани, Федерико Сагона – клавишни (сътрудничил през последните години с Пелу като солист) и Пино Фиданца – барабани. Групата сключва договор със Сони Мюзик Ентъртейнмънт, която преиздава последните ѝ три студийни албума с Пелу преди раздялата.
През януари 2010 г. Пиеро Пелу и Гиго Рендзули работят в студиото върху две оригинални песни. Литфиба тръгват на дълго турне в Италия (с пролог в чужбина), което се радва на добър прием и което става свидетел на възраждането на групата.

#### Обединение на Пиеро и Гиго и Трилогия на държавите
На 1 юни 2010 г. излиза „Свободна държава на Литфиба“ (Stato libero на Litfiba) - двоен концертен албум с 24 хита и две оригинални парчета: „Черно слънце“ (Sole nero) и „Клатушкам се“ (Barcollo). И двата сингъла (със съответните им рекламни видеоклипове) са продуцирани от Пелу и Рендзули, и виждат завръщането на историческия сътрудник Франческо Манели на клавишни. Те са миксирани от Тим Палмър в Electric Lady Studios в Ню Йорк, а мастерингът се извършва в Sterling Studios (пак там) от Грег Калви.
Това е първата глава, която е последвана от два албума с оригинални парчета: „Велика нация“ (Grande Nazione) и „Евтопия“ (Eutòpia), впоследствие съставляващи „Трилогията на държавите“ (Trilogia degli Stati).
След ново турне с начало ноември 2010 г. през март 2011 г. Литфиба се изявяват на турне в големите европейски столици. Те се разписват и под саундтрака на филма Pivano Blues – Sulla strada di Nanda с песента „Кажи ми за нацистите“ (Dimmi dei nazi).
На 17 януари 2012 г. излиза новият им албум с оригинални парчета, озаглавен „Велика нация“ (Grande Nazione). Той е предшестван от два сингъла: „Акула“ (Squalo), издаден на 25 ноември 2011 г. и „Моят куфар“ (La mia valigia), издаден на 13 януари 2012 г. Новият албум е предшестван и от т. нар. „Ден на Литфиба“: в един единствен ден в някои италиански кина се показва „Бягащи мозъци“ (Cervelli in fuga) - документален филм, заснет по време на европейското турне през 2011 г. През първата седмица от издаването албумът заема първо място в Класацията на най-продаваните албуми в Италия, връщайки Литфиба на върха след 13 цели години. За турнето към състава се добавя и втори китарист – Козимо Дзанели, бивш музикант в последната солова фаза на Пиеро Пелу. За популяризиране на турнето са направени два видеоклипа към песните Grande Nazione и Brado.
През април 2012 г. излиза сингълът „Електрическа“ (Elettrica) от последния албум.
На 22 септември 2012 г. на летището на Реджо Емилия Литфиба участват заедно с още 12 изпълнители от италианската музикална сцена в концерта Italia Loves Emilia – благотворителна инициатива за набиране на средства за населението на Емилия, засегнато от земетресението на 20 май, пред публика от 150 хил. души.

#### 2013 – 2014 г.: ТурнеTrilogia Tourи временно събиране на оригиналния състав
На 1 юни 2012 г. групата се изявява на Форум Мандела във Флоренция на концерт в чест на покойния барабанист Ринго де Палма. Това е първото сближаване с някои от обичайните членове на Литфиба от миналото, защото за случая на сцената се качват, заедно с Пелу и Рендзули, и някои музиканти от предишните състави на групата, като се започне от основателите Джани Мароколо на бас и Антонио Аяци на клавишни, и се стигне до Даниеле Трамбусти на барабани и Федерико Поджиполини на ритмична китара. Гост е и Федерико Фиумани от група „Диафрама“, с когото Литфиба свирят парчето Amsterdam.
През 2013 г. групата започва ново турне, наречено Trilogia 1983 – 1989, в което се изпълняват песни от „Трилогия на силата“ и други песни от периода 1983 – 1989 г. За случая в групата се завръщат двамата основатели Джани Мароколо и Антонио Аяци (съответно бас и клавишни) в допълнение към новия член Лука Мартели на барабани. Турнето започва на 26 януари (нулевата дата се провежда в Швейцария) и завършва на 3 август за общо 17 концерта в зимна и лятна сесия.
На 26 март 2013 г. излиза Trilogia 1983 – 1989 live 2013 – двоен концертен албум, записан в първите две дати от турнето в дискотека Алкатрас в Милано.
На 24 септември 2013 г. Пелу и Рендзули обявяват, че ще направят пауза, по време на която искат да се посветят на своите лични проекти и да напишат следващия студиен албум. За изненада обаче групата има още една изява пред публика, за да затвори опита на трилогията. На 27 юли 2014 г. те се изявяват в Торино на последната вечер на Traffic Festival, който се провежда на площад „Сан Карло“ пред 50 хил. зрители.

#### 2015 г.: ТурнеTetralogia Tour
На 13 януари 2015 г. е публикуван бокс-сетът „Тетралогия на елементите“ (Tetralogia degli elementi). Той включва всичките студийни албуми от тетралогията (El diablo от 1990 г., Terremoto от 1993 г., Spirito от 1994 г. и Mondi sommersi от 1997 г.), както и DVD с неиздавания запис на сцена от Terremoto Tour от 1993 г. Същия ден започва турнето Tetralogia delgi elementi Live. Заедно с Пелу и Рендзули са потвърдени Лука Мартели на барабани, Федерико Сагона на клавишни и новият Франко „Чичо“ Ли Каузи на бас (бивш басист на групата Негрита). Турнето, чийто официален партньор е радио RTL 102.5 и което включва най-значимите парчета от албумите от тетралогията, има 17 дати в зимни и летни сесии.
На 6 декември 2015 г. в клуб Вайпър във Флоренция групата отбелязва 35-годишнината от първото си и вече легендарно изпълнение в Рокотека Брайтън с концерт-събитие, в което на сцената се редуват всички музиканти – част от историята на Литфиба, с изключение на басистите Терцани и Бани и солистите Кавало и Маргери.

#### 2016 г.: АлбумEutòpia
На 22 юли 2016 г. е обявено излизането на нов албум с неиздавани песни, насрочен за 11 ноември. Изборът на датата е символичен: това е 11-ият студиен албум на двойката Пелу-Рендзули. На 13 септември заглавието на новия албум – „Евтопия“ (Eutòpia) е обявено на Фейсбук страницата на групата заедно с първите 4 дати от новото турне Eutòpia 2017 в Падуа, Милано, Рим и Флоренция. Разпродаденият концерт на Медиоланум Форум в Асаго се излъчва на живо по радио RTL 102.5.
На 7 октомври 2016 г. излиза първият сингъл от албума Eutòpia, озаглавен „Невъзможното“ (L'impossibile). На 11 ноември излиза самият албум „Евтопия“, който заедно със „Свободна държава на Литфиба“ и „Велика нация“ завършва Трилогията на държавите, започната през 2010 г. Фабрицио Симончони – музикант и исторически сътрудник на групата, влиза в нея на клавишни. В студиото на клавишни и синтезатори се редуват петима музиканти: освен Симончони са и бившите членове на Литфиба Антонио Аяци, Джанлука Вениер, Федерико Сагона, както и Николо Фраджиле. На 6 януари 2017 г. излиза вторият сингъл от албума – „Чужденец“ (Straniero). Третият и последен сингъл е „Мария Кураж“ (Maria Coraggio), посветен на сътрудничката на закона Леа Гарофало. „Евтопия“a е сертифициран със златен диск, който е присъден на Литфиба през юни по време на вечерта на музикалните награди Wind Music Awards 2017 на Арена ди Верона. Следва още една серия от летни дати, в които групата свири на различни италиански фестивали и арени. Лятното турне завършва на 2 септември с концерта на Пиаца Дуомо в Прато.
На 19 май 2017 г. излиза Spirito (Legacy Edition) – преиздаване на албума „Дух“ (Spirito), което съдържа, освен ремастеризирания албум, и 4 песни от същия албум, ремикс от Том Лорд Алж и двойния компактдиск на живо Spirito Tour, записано в Модена на 23 март 1995 г.

#### 2018 – 2020 г.: Период на пауза
На 28 септември 2018 г. Mondi Sommersi (Legacy Edition) продължава поредицата от преиздания на записите от епохата на И Ем Ай. Преиздаването на 3 cd съдържа освен оригиналния ремастеризиран албум и пълния запис на концерта в Торино на 30 май 1997 г. На 31 май 2019 г. Infinito (Legacy Edition) завършва поредицата от луксозни преиздавания, включвайки освен ремастеризирания оригинален албум и записа на концерта в Милано на 6 май 1999 г. (частично включен в 99 Live от 2005 г.).
От 2018 г. групата е в пауза, като Пиеро Пелу и Гиго Рендзули – двамата съсобственици на марката се ангажират със свои соло проекти. Пандемията от Covid-19 в Италия прави невъзможно честването на 40-годишната дейност на Литфиба, отбелязано в незначителен тон на 6 декември 2020 г.

### 2021 -
На 13 декември 2021 г. Пиеро Пелу и Гиго Рендзули обявяват, че през пролетта на 2022 г. ще направят прощално турне на групата в Италия на име „Последната обиколка“ (L'ultimo girone). Турнето стартира на 26 април 2022 г. в Падуа и продължава в Неапол, Рим, Флоренция, Милано и други италиански градове. На 25 май солистът на групата Пиеро Пелу пада лошо на концерта в Милано 

## Състав

### Към 2022 г.
- Пиеро Пелу – вокал (1980 – 1999, 2009 – )
- Федерико 'Гиго' Рендзули – китара (1980 – )
- Фабрицио Симончони – клавишни (2016 – )
- Лука Мартели – барабани (2012 – )
- Дадо Нери – бас (2021 – )

### Бивши членове, ротационни членове и сътрудници

#### Вокали
- Джанлуиджи Кавало (Кабо) (1999 – 2006)
- Филипо Маргери (2007 – 2009)

#### Клавишни
- Антонио Аяци (1980 – 1996, 2003 – 2006, 2012 – 2014, 2016)
- Франческо Маниели (1983 – 1989, 2010)
- Мауро Сабионе (1990, 2000 – 2001)
- Роберто Терцани (1996 – 1999)
- Лоренцо Тиринанци (2009)
- Федерико Сагона (2009 – 2012, 2015 – 2016)
- Джанлука Вениер (2016)

#### Бас китара
- Джани Мароколо (1980 – 1989, 2012 – 2014)
- Роберто Терцани (1989 – 1994, 2007 – 2009)
- Даниеле Бани (1994 – 1999, 2009 – 2012)
- Джанлука Вениер (1999 – 2006)
- Фрабко Ли Каузи (2015 – 2017)

#### Барабани
- Франческо Каламай (1980 – 1983)
- Ренцо Франки (1983)
- Ринго де Палма (Лука де Бенедиктис) (1983 – 1989, починал през 1990 г.)
- Даниеле Трамбусти (1987, 1990 – 1992)
- Франко Кафорио (1992 – 1999)
- Уго Нативи (1999 – 2001)
- Джанмарко Колци (2001 – 2008)
- Пино Фиданца (2008 – 2012)

#### Ритмична китара
- Сандро Дота (1980), починал
- Федерико Поджиполини (1990 – 1993)
- Роберто Терцани (1994 – 1999)
- Козимо Дзанели (2011 – 2012)

#### Перкусия
- Кандело Кабецас (1989 – 1992, 1994 – 1997, починал)

#### Цигулка
- Адриано Примадей (1984)[22]

## Дискография

### Студийни албуми
- 1985 – Desaparecido
- 1986 – 17 re
- 1988 – Litfiba 3
- 1990 – El diablo
- 1993 – Terremoto
- 1994 – Spirito
- 1997 – Mondi sommersi
- 1999 – Infinito
- 2000 – Elettromacumba
- 2001 – Insidia
- 2005 – Essere o sembrare
- 2012 – Grande nazione
- 2016 – Eutòpia

### Концертни албуми
- 1984 – Live in Berlin
- 1987 – 12-5-87 (aprite i vostri occhi)
- 1989 – Pirata
- 1994 – Colpo di coda
- 1995 – Lacio drom (buon viaggio)
- 1998 – Croce e delizia
- 2001 – Live on Line
- 2005 – '99 Live
- 2010 – Stato libero di Litfiba
- 2013 – Trilogia 1983-1989 live 2013

### Миниалбуми
- 1982 – Litfiba
- 1984 – Yassassin
- 1986 – Transea
- 2009 – Five on Line

### Сборни албуми
- 1992 – Sogno ribelle
- 2003 – The Platinum Collection
- 2011 – Litfiba Rare & Live
- 2015 – Tetralogia degli elementi

## Видеография

### Музикални видеоклипове
- 1982 - Guerra (версия от минилабума Litfiba)
- 1983 - Luna (версия от сингъла Luna/La preda)
- 1983 - La preda (версия от сингъла Luna/La preda)
- 1984 - Dea del Fujiyama
- 1984 - Elettrica danza
- 1984 - Yassassin (performance)
- 1984 - Yassassin (Radio Edit)
- 1984 - Der Krieg (Guerra) (версия подобна на тази в албума Desaparecido)
- 1985 - Eroi nel vento
- 1989 - Cangaceiro
- 1990 - Tex
- 1990 - El diablo
- 1990 - Gioconda
- 1991 - Proibito
- 1992 - Bambino
- 1993 - Fata Morgana
- 1993 - Maudit
- 1993 - Prima guardia
- 1993 - Sotto il vulcano
- 1994 - A denti stretti
- 1994 - Africa
- 1995 - Lo spettacolo (версия 1)
- 1995 - Lo spettacolo (версия 2)
- 1995 - Spirito
- 1995 - Lacio drom
- 1997 - Regina di cuori
- 1997 - Ritmo 2#
- 1997 - Goccia a goccia
- 1999 - Il mio corpo che cambia
- 1999 - Vivere il mio tempo
- 2000 - Elettromacumba
- 2000 - Il giardino della follia
- 2000 - Spia
- 2001 - La stanza dell'oro
- 2001 - Mr.Hyde
- 2003 - Larasong
- 2008 - Effetti collaterali
- 2010 - Sole nero
- 2010 - Barcollo
- 2011 - Squalo
- 2012 - La mia valigia
- 2012 - Elettrica
- 2016 - L'impossibile
- 2017 - Straniero
- 2017 - Maria Coraggio

## Турнета

### 1980-те години
- 6 и 15 декември 1980 г.: 2 концерта в Италия
- 12 февруари – 31 декември 1981 г.: 5 концерта в Италия
- 26 февруари – 7 ноември 1982 г.: 15 концерта в Италия
- 20 януари – 23 декември 1983 г.: 41 концерта в Италия и Франция
- 3 февруари – 31 декември 1984 г. Yassassin Tour: 45 дати в Италия, Германия, Югославия, Испания и Франция
- 24 януари – 28 декември 1985 г. Desaparecido Tour: 81 дати в Италия, Франция, Германия, Швейцария и Испания
- 5 февруари – 22 декември 1986 г. Desaparecido Tour: 49 дати в Италия, Франция, Белгия и Австралия
- 10 януари – 18 декември 1987 г. 17 Re Tour: 81 дати в Италия, Франция, Швейцария и Белгия
- 5 март – 23 декември 1988 г. Litfiba 3 Tour: 34 дати в Италия и Франция
- 6 януари – 30 ноември 1989 г. Litfiba 3 Tour: 81 дати в Италия, Швейцария, СССР, Белгия, Дания и Канада

### 1990-те години
- 15 януари – 4 септември 1990 г. Pirata Tour: 29 дати в Италия, Франция и Швейцария
- 11 януари – 20 септември 1991 El Diablo Tour: 88 дати в Италия, Швейцария, Белгия и Франция
- 20 юни – 22 август 1992 г. Sogno Ribelle Tour: 7 дати в Белгия, Мексико, Швейцария, Франция и Германия
- 13 февруари – 12 септември 1993 г. Terremoto Tour: 72 дати в Италия, Франция, Белгия, Люксембург, Швейцария и Дания
- 18 октомври – 30 октомври 1994 г. Spirito Tour: 9 дати в Нидерландия, Белгия, Германия и Швейцария
- 22 февруари – 31 декември 1995 г. Spirito Tour: 85 дати в Италия, Швейцария, Франция, Белгия, Люксембург, Нидерландия, Германия и Австрия
- 1 май – 13 декември 1997 г. Mondi sommersi Tour: 52 дати в Италия, Швейцария и Белгия
- 23 април – 11 юли 1999 г. Infinito Tour: 23 дати в Италия

### 21 век
- 3 февруари – 8 септември 2000 г. ElettroTour: 46 дати в Италия и Швейцария
- 6 ноември 2001 – 12 септември 2002 г. Insidia Tour: 73 дати в Италия и Швейцария
- 17 април – 27 декември 2003 г. Lara Tour: 34 дати в Италия и Швейцария
- 19 април – 2 октомври 2004 г.  '04 Tour: 27 дати в Италия и Швейцария
- 21 април – 31 декември 2005 г. Essere o Sembrare Tour: 20 дати в Италия
- 13 май – 3 септември 2006 г.  '06 Tour: 6 дати в Италия
- 6 и 12 септември 2009 г. Tour: 2 дати в Италия
- 19 март – 7 декември 2010 г. Reunion Tour: 29 дати в Италия, Швейцария, Германия и Белгия
- 3 март – 23 юли 2011 г. Cervelli In Fuga: 9 дати в Англия, Германия, Белгия, Нидерландия, Швейцария, Испания и Италия
- 2 март – 28 септември 2012 г. Grande Nazione Tour: 18 дати (от които – 4 анулирани) в Италия
- 26 януари – 3 август 2013 г. Trilogia 1983/1989 Tour: 18 дати в Италия и Швейцария
- 27 юли и 31 декември 2014 г. Trilogia Tour & Eventi: 2 дати в Италия
- 13 януари – 31 декември 2015 г. Tetralogia degli elementi Live: 19 дати в Италия и Швейцария
- 10 март и 1 май 2016 г. Eventi: 2 дати в Италия
- 24 март – 2 септември 2017 г. Eutopia Tour: 19 дати в Италия
- 2022, пролет – Ultimo girone (прощално турне): 28 дати в Италия